# Види, загроза для яких не оцінювалася

Категорія Недосліджений (NE)

Недосліджений (NE) — статус Міжнародного союзу охорони природи (IUCN), а також інших організацій, для видів про яких зібрано недостатню кількість інформації(ареал, популяція, місце в екосистемі і т. д.) і тому такі види не можуть бути включені до Червоного Списку Міжнародного Союзу Охорони Природи